# Juan Pablo Montoya
Pour les articles homonymes, voir Montoya.
Juan Pablo Montoya est un pilote automobile colombien né le 20 septembre 1975 à Bogota (Colombie). En Formule 1 entre 2001 et 2006, il a remporté sept Grands Prix. Il a quitté la Formule 1 en juillet 2006 pour se reconvertir dans les épreuves de NASCAR puis d'IndyCar aux États-Unis.
Très polyvalent, il est le seul pilote à avoir remporté le Grand Prix de Monaco en Formule 1, les 500 miles d'Indianapolis, les 24 Heures de Daytona, le titre Champ Car aux États-Unis, deux courses de NASCAR et la Race of Champions. 

## Biographie

### 1992-1997: les débuts
Comme beaucoup de pilotes, Juan Pablo Montoya commence à s'intéresser aux sports mécaniques par l'intermédiaire du karting. Il débute dans cette discipline à 5 ans et devient champion de Colombie. En 1992, il se lance en compétition automobile en Formule Renault en Colombie, puis en Skip Barber Series aux États-Unis et en Formule N au Mexique.
En 1995, Montoya part en Grande-Bretagne disputer successivement les championnats nationaux de Formule Vauxhall puis de Formule 3, discipline dans laquelle il remporte deux victoires et termine cinquième du classement général. Ces résultats lui permettent d'accéder au championnat international de F3000 au sein de l'équipe autrichienne RSM Marko dirigé par Helmut Marko en 1997 ; il se révèle en remportant une victoire de prestige au Grand Prix de Pau. Ce succès lui ouvre les portes de l'équipe Williams F1 Team pour laquelle il devient pilote-essayeur.

### Champion de Formule 3000 1998
Parallèlement, Montoya signe avec Super Nova Racing, équipe de pointe en Formule 3000. Malgré un statut de favori et une nouvelle victoire à Pau, sa saison se révèle difficile face à Nick Heidfeld du Junior Team McLaren. Il profite finalement du déclassement de ce dernier au Nurburgring pour remporter le titre avec 65 points.

### Champion de CART 1999
À l'issue de la saison 1998, sans possibilité d'accéder directement à la Formule 1, Williams ayant concrétisé ses contacts de longue date avec le double champion CART Alessandro Zanardi, il est prêté à l'écurie de CART Chip Ganassi Racing, où il remplace Zanardi. Immédiatement, à 24 ans, le débutant Montoya s'affirme comme l'homme fort du championnat. Malgré ses sept victoires, Montoya paye son manque de régularité et doit attendre la dernière manche du championnat pour être titré au bénéfice du plus grand nombre de victoires, puisqu'il termine la saison avec autant de points que son rival britannique Dario Franchitti.

### Vainqueur des 500 miles d'Indianapolis 2000
|                                                                                 |  |  |
| Montoya remporte les 500 miles d'Indianapolis en 2000 avec Chip Ganassi Racing. |  |  |

Tandis qu'en Formule 1, la saison de Zanardi tourne au fiasco, Williams tente de récupérer son protégé mais, fort de son contrat de deux ans, Chip Ganassi conserve le Colombien une année supplémentaire. La saison 2000 s'avère beaucoup plus frustrante que la première. Régulièrement le plus rapide en piste, il est victime du manque de fiabilité récurrent de ses moteurs Toyota. Malgré plusieurs victoires, il termine troisième du championnat, loin de Gil de Ferran. L'année est surtout marquée par son incursion victorieuse dans le championnat IndyCar (série rivale du CART), à l'occasion des 500 Miles d'Indianapolis.
Pour sa toute première apparition dans l'Indiana, sur le célèbre Indianapolis Motor Speedway, Montoya domine la course, menant 162 des 200 tours.

### 2001-2004: l'arrivée en Formule 1 chez Williams avec les premières pole position et victoires
Comme prévu, Montoya est appelé par Williams, désormais motorisée par BMW, pour disputer la saison 2001. Il se met en évidence dès le troisième Grand Prix de la saison, au Brésil, en réussissant un dépassement spectaculaire et plein d'audace sur le tenant du titre Michael Schumacher en début de course. Alors qu'il semble avoir la course en main, il se fait sortir de la piste par le Néerlandais Jos Verstappen auquel il vient de prendre un tour. Lors des courses qui suivent, Montoya peine à confirmer et est éclipsé par son coéquipier Ralf Schumacher. À partir de la mi-saison, il retrouve un niveau plus conforme à ses ambitions ; malchanceux en Allemagne où un souci moteur le prive d'une victoire promise, il obtient enfin son premier succès en septembre 2001, en Italie, disputé dans un contexte très lourd (attentats du 11 septembre 2001 et grave accident la veille en Champ Car d'Alessandro Zanardi).
En 2002, très brillant en qualification (sept pole positions), il ne peut rien faire en course face à la nette supériorité des Ferrari. Contrairement à son coéquipier Ralf Schumacher, il ne remporte pas la moindre course et termine troisième du championnat.

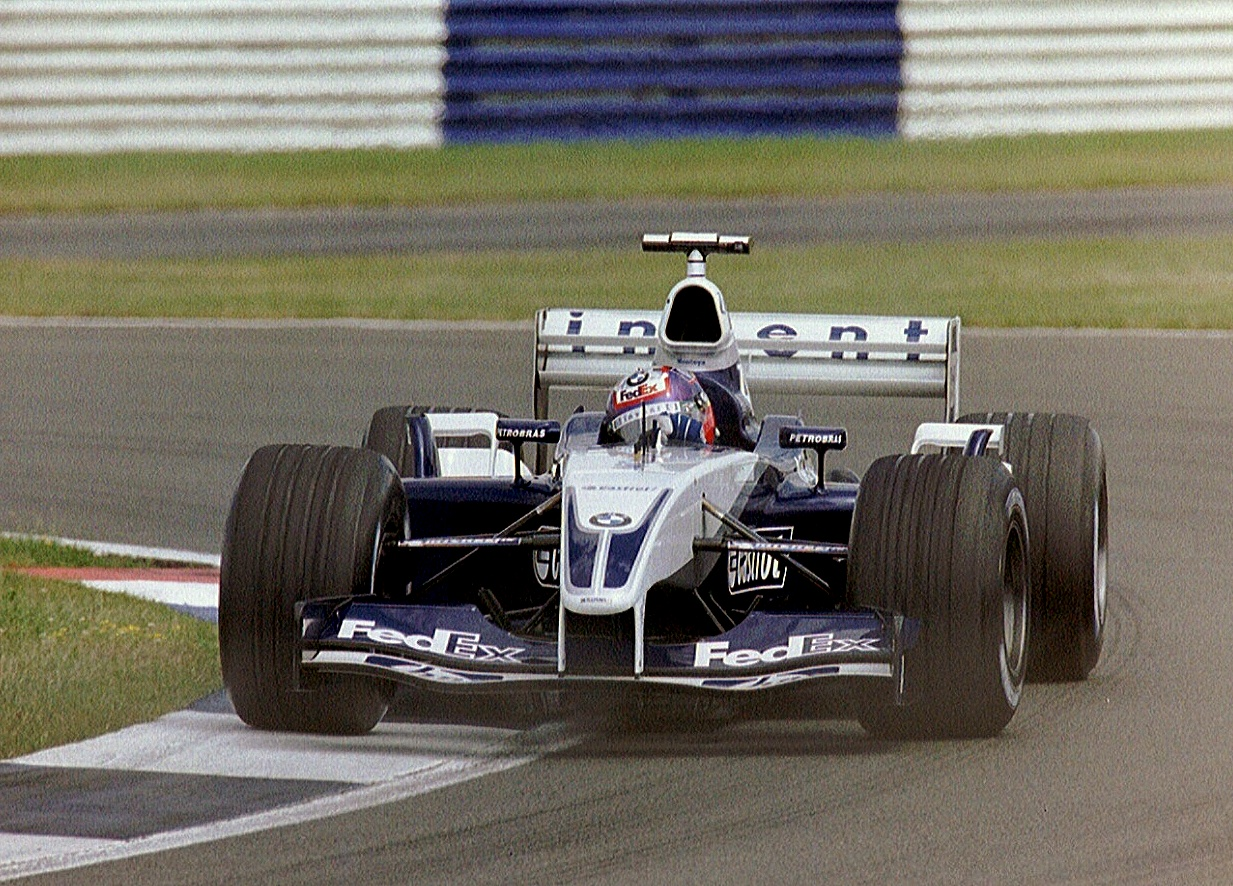
Montoya au Grand Prix de Grande-Bretagne 2003.

Montoya semble en mesure de rivaliser avec Michael Schumacher en 2003, puisqu'après un début de saison très délicat, sa Williams-BMW équipée de pneus Michelin s'avère être la meilleure machine du plateau lors des Grand Prix sous forte chaleur. Contraint à l'abandon sur casse moteur en Autriche alors qu'il était en tête, il s'impose à Monaco et en Allemagne mais perd des points précieux dans la course au titre lors des Grands Prix d'Europe et de France au cours desquels il est dominé par son coéquipier Ralf Schumacher et doit se contenter de la deuxième place. À Magny-Cours, mécontent de la tournure que prend sa course, il est au cœur d'une violente dispute par radio avec ses ingénieurs ce qui l'amène à entamer immédiatement des pourparlers avec l'écurie McLaren-Mercedes en vue de la saison 2005. La signature du contrat est officialisée peu après la fin du championnat. Lors des dernières courses de la saison, le retour en forme des Ferrari ainsi qu'une pénalité à Indianapolis pour s'être accroché avec Barrichello hypothèquent ses espoirs de titre mondial. Son abandon, sur casse mécanique, alors qu'il est en tête au Japon lui fait perdre toute chance de prendre la deuxième place du général à Kimi Raïkkonen tout en anéantissant les espoirs de titre constructeur de son équipe.

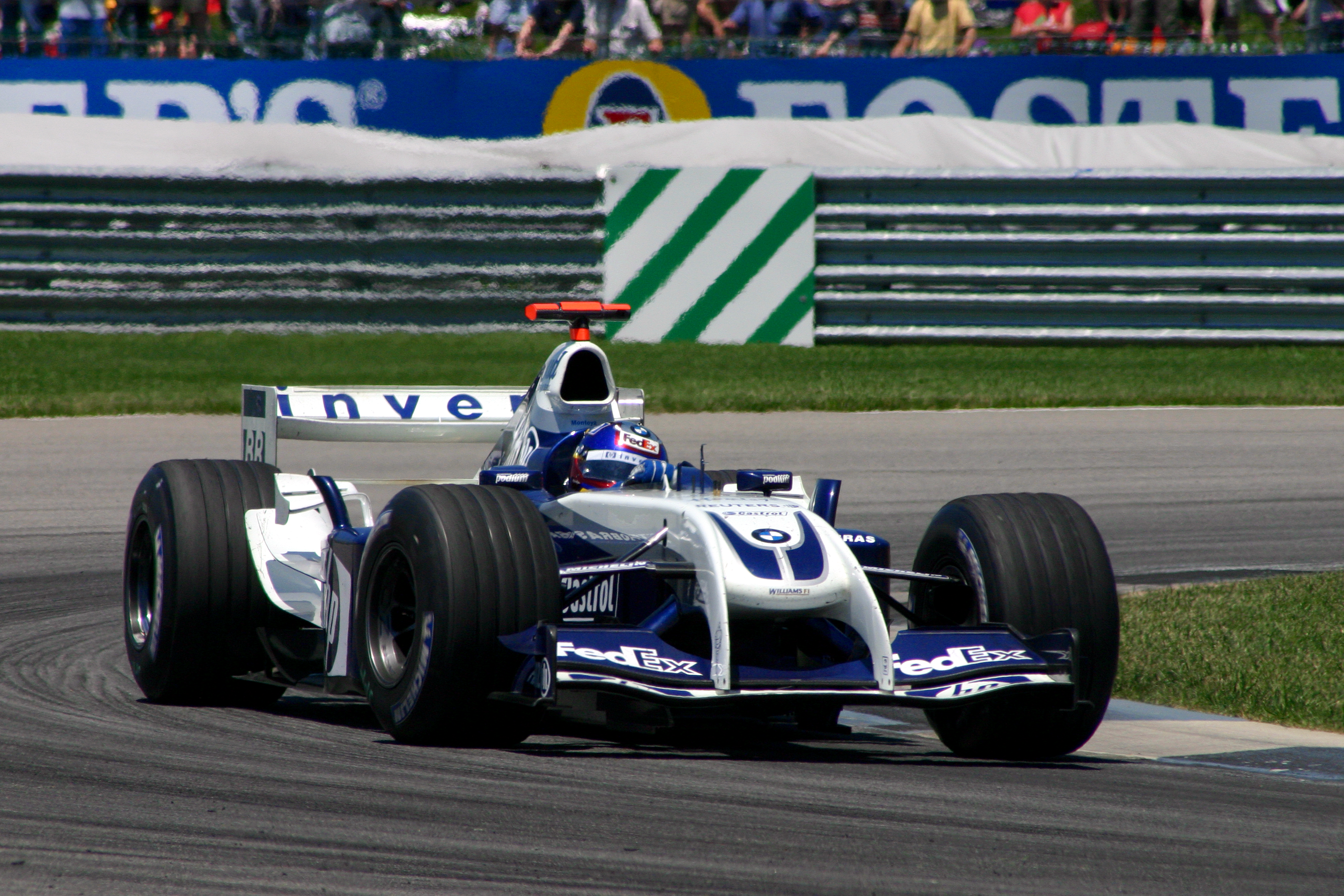
Montoya dans sa FW26, à Indianapolis.

Toujours chez Williams en 2004, Montoya effectue une saison relativement terne, due à l'échec de l'étonnante Williams FW26 et à ses relations délicates avec la direction de l'écurie. Se sachant en partance à la fin de l'année, Montoya ne montre pas toujours la motivation nécessaire à la bonne marche de l'équipe. Il quitte Williams sur une victoire à l'occasion de l'ultime Grand Prix de la saison au Brésil.

### 2005-2006: espoirs déçus chez McLaren

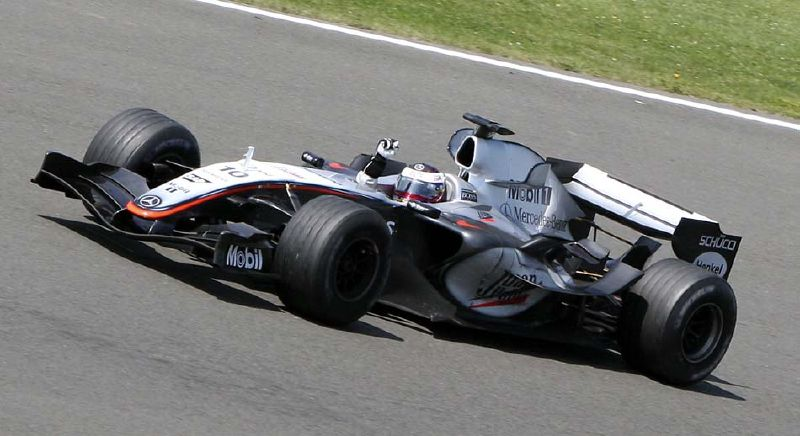
Montoya au Grand Prix de Grande-Bretagne 2005.

Comme prévu depuis l'été 2003, il rejoint McLaren Mercedes en 2005 mais son intégration est fortement perturbée par une blessure à l'épaule qui l'oblige à manquer deux Grands Prix en début de saison. Si la version officielle fait état d'une glissade lors d'un match de tennis, des versions officieuses évoquent un accident au guidon d'un engin motorisé (quad ou moto-cross), ce qui pour certains, jette une ombre sur le professionnalisme du pilote colombien. Après avoir quitté la Formule 1, il expliquera que c'est à la suite de cette rumeur que ses relations avec son patron Ron Dennis commencèrent à se détériorer.
Légèrement handicapé par cette blessure, Montoya doit attendre la mi-saison pour montrer son potentiel. Il parvient progressivement à rivaliser avec son coéquipier Kimi Räikkönen en performances pures et obtient trois victoires, dont une à Monza où son pneu arrière commençait à se déchiqueter à quelques tours du but. Toutefois il multiplie les erreurs de pilotage et est impliqué dans plusieurs accrochages.
Attendu pour sa deuxième saison chez McLaren en 2006, Montoya est désavoué par son équipe dès le mois de décembre 2005. En annonçant l'arrivée de Fernando Alonso pour 2007 ainsi que sa volonté de conserver Kimi Räikkönen, McLaren indique au Colombien qu'elle ne compte plus sur lui à moyen terme. Cette situation se traduit par des prestations décevantes de Montoya lors de la première moitié de saison 2006. Sans véritable perspectives d'avenir en Formule 1, même si des rumeurs font état d'un retour en 2007 chez Williams, Montoya annonce, le 9 juillet, son départ pour la Nascar aux États-Unis, au sein du Chip Ganassa Racing. Le 14 août, dans une entrevue accordée au journal colombien « El Tiempo », il justifie cette décision par l'ennui qu'il éprouve en Formule 1 et son peu de motivation à lutter au volant d'une voiture incapable de viser la victoire.
Le 11 juillet, deux jours après l'annonce de Montoya, McLaren annonce son remplacement par Pedro de la Rosa, le pilote-essayeur, à compter du Grand Prix de France. Si cette séparation anticipée s'effectue officiellement d'un commun accord, certains voient plutôt une véritable mise à pied. Déjà critiqué en interne pour ses prestations au Grand Prix automobile du Canada 2006 et aux États-Unis où il s'est accroché au départ avec son coéquipier, le Colombien a exaspéré son employeur en annonçant unilatéralement son départ en prenant de court la communication de McLaren. Ron Dennis retardera par la suite les débuts en Nascar de Montoya en arguant que le Colombien est contractuellement lié avec McLaren jusqu'au 31 décembre 2006.

### 2006-2008: débuts en NASCAR chez Chip Ganassi Racing
Statistiques en NASCAR Cup Series
Dernière mise à jour : 27 janvier 2013 

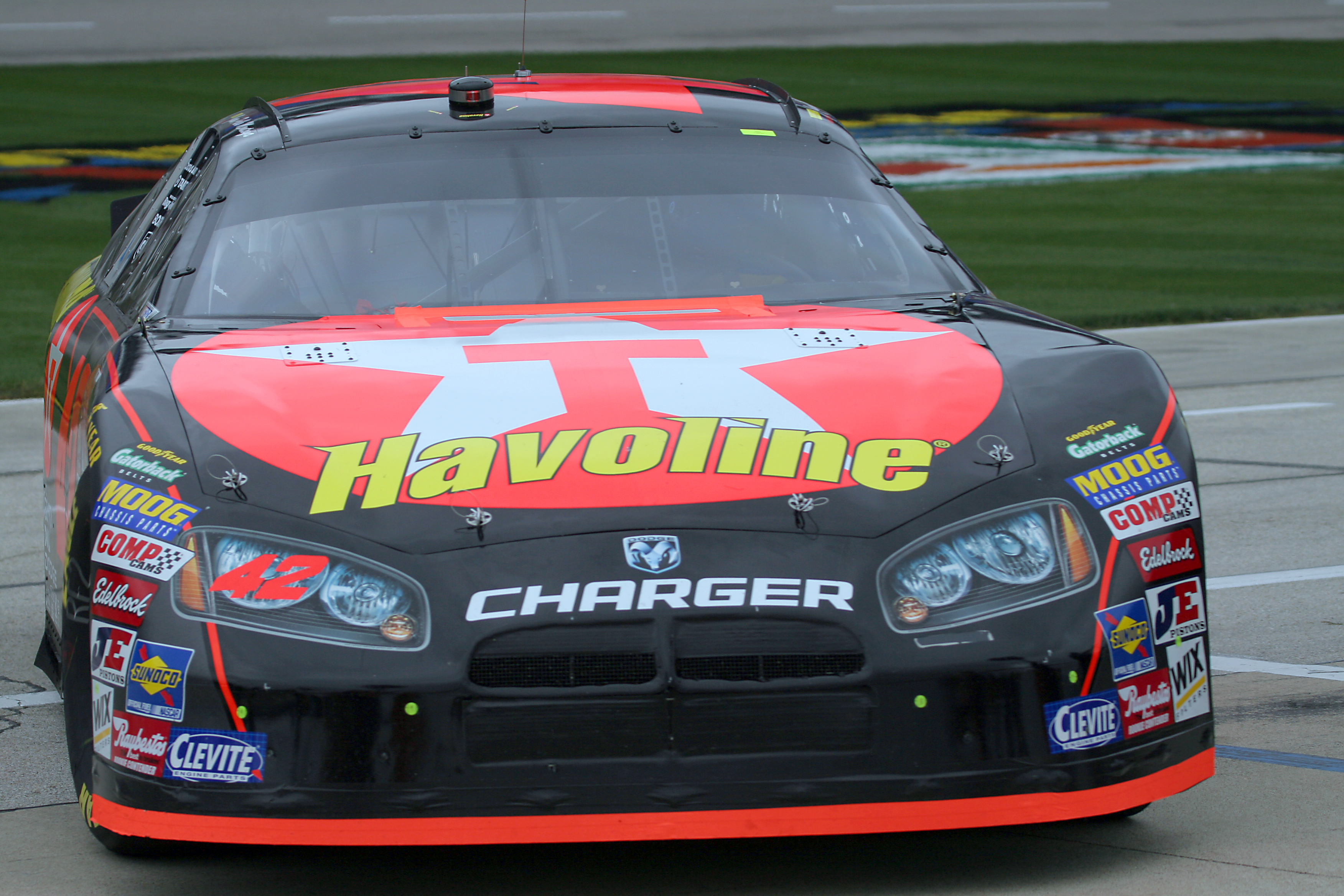
La Dodge Nascar de Montoya en 2007

Durant l'été 2006, Montoya signe un contrat de trois ans avec le Chip Ganassi Racing, écurie avec laquelle il a brillé en CART en 1999 et 2000 et aux 500 miles d'Indianapolis 2000 pour piloter en Nascar la Dodge no 42, conduite jusqu'alors par Casey Mears. Si, initialement, son contrat ne débute qu'à compter de la saison 2007, sa rupture anticipée avec McLaren lui permet de démarrer son apprentissage des courses de stock-car dès l'automne 2006.
La première course de stock-car de Montoya a lieu le 6 octobre 2006 sur le Talladega Superspeedway dans une épreuve de la série ARCA RE/MAX Series, un championnat semi-professionnel où d'anciennes voitures Nascar sont engagées. Qualifié second, il termine troisième. Il participe ensuite aux trois dernières épreuves 2006 du championnat Nascar Busch Series avec comme meilleurs résultats une dixième place en qualifications et une onzième place en course et à la dernière épreuve de la catégorie reine, la Nascar Nextel Cup, sur l'ovale de Miami. Il fait globalement belle impression mais abandonne après un spectaculaire accident avec Ryan Newman.
Les 27 et 28 janvier 2007, il profite de la brève intersaison en Nascar pour participer aux 24 Heures de Daytona, manche du championnat d'endurance Grand-Am ; associé à Scott Pruett et Salvador Durán, il remporte la course sur un prototype à moteur Lexus du Chip Ganassi Racing.
Sa première saison complète en Nascar Nextel Cup débute deux semaines plus tard par le Daytona 500, qu'il termine à la dix-huitième place. La suite de saison s'avère tout aussi difficile malgré une première arrivée dans le « Top 5 » à Atlanta. Parallèlement à son engagement à temps complet en Nextel Cup, il dispute également plusieurs épreuves en Busch Series où il remporte, début mars, son premier succès en Nascar à Mexico, sur un circuit routier. Le 24 juin, Montoya, parti trente-deuxième, remporte sa première victoire en Nextel Cup sur le circuit routier de Infineon Raceway à Sonoma en Californie, devenant ainsi le deuxième pilote non-américain (après le Canadien Earl Ross à Martinsville en 1974) à s'imposer dans la catégorie-reine de la Nascar et le troisième pilote à avoir gagné à la fois en Formule 1, en IndyCar Series et en Nascar, après les Américains Mario Andretti et Dan Gurney. Il connaît moins de réussite en août lors de l'autre course routière du calendrier à Watkins Glen, contraint à l'abandon sur accrochage à 15 tours de l'arrivée. Au terme de la saison, il remporte officiellement le titre de meilleur débutant de la saison.
En janvier 2008, il remporte une nouvelle fois les 24 Heures de Daytona. La saison Nascar est une légère déception car il ne progresse pas au classement final, terminant vingt-cinquième du championnat, contre vingtième la saison précédente. Il n'obtient aucune victoire mais il obtient quelques résultats. À Sonoma, il lutte pour la victoire avant d'être percuté par Marcos Ambrose et termine sixième. À Watkins Glen, il finit quatrième. Son meilleur résultat de l'année est obtenu sur ovale, deuxième à Talladega. Il a réalisé la pole position au Kansas avant d'être disqualifié pour pare-chocs non conforme.

### 2009-2013: NASCAR chez Earnhardt Ganassi Racing
Montoya poursuit, en 2009, au sein du Earnhardt Ganassi Racing né de la fusion entre l'écurie de Chip Ganassi et de la Dale Earnhardt, Inc.. Il réalise sa première pole position sur le Talladega Superspeedway, entre souvent dans le top 10, avec pour objectif de rentrer dans le chase. Il y parvient après la course de Sonoma où il s'adjuge la douzième place provisoire du classement général. Il réalise sa meilleure course de l'année à Pocono où il termine deuxième. À l'issue de la course de Watkins Glen il est septième du championnat et, pour la première fois de sa carrière se qualifie pour le chase à l'issue de la vingt-sixième course du championnat. Il y fait un bon début en terminant les quatre premières courses dans le top 5 et atteint la troisième place provisoire du championnat. Des accidents lors de trois des quatre courses suivantes à Charlotte, Talladega et au Texas mettent fin à ses espoirs de titre ; il termine huitième du championnat.
En 2010, Montoya est plusieurs fois impliqué dans des accidents ou victime de soucis techniques et, malgré six top dix, pointe à la vingtième place du classement provisoire après le Coca-Cola 600, à la moitié de la saison régulière. En seconde moitié de saison, bien que régulièrement aux avant-postes avec quelques bons résultats, il alterne les top 10 et les abandons, ce qui le place loin du chase. Néanmoins, il remporte sa seconde victoire dans la discipline, le 8 août 2010, sur le circuit routier de Watkins Glen International et devient ainsi le premier non-américain à remporter plusieurs victoires en Nascar. Non-qualifié pour le chase, il se classe dix-septième du championnat.
En 2011, il se classe quatre fois dans le top-10 et deux fois dans le top-5 en six courses ; la suite de la saison s'avère catastrophique : lors des trente courses restantes, il ne fait pas mieux que septième et termine la saison vingtième du championnat. La saison 2012 est pire avec deux huitièmes places, à Bristol et au Michigan, comme meilleurs résultats. Il finit vingt-deuxième du classement général.
En 2013, il remporte une troisième fois les 24 Heures de Daytona. En Nascar, son début de saison est dans la lignée des pauvres résultats de la saison précédente mais après quelques courses, il se bat à nouveau régulièrement aux avant-postes : il finit quatrième à Richmond et deuxième à Dover, son meilleur résultat depuis 2010, en étant passé très près de la victoire lors de ces courses, puisqu'en tête à trois tours de l'arrivée à chaque fois.

### 2014-2016: IndyCar Series chez Penske Racing

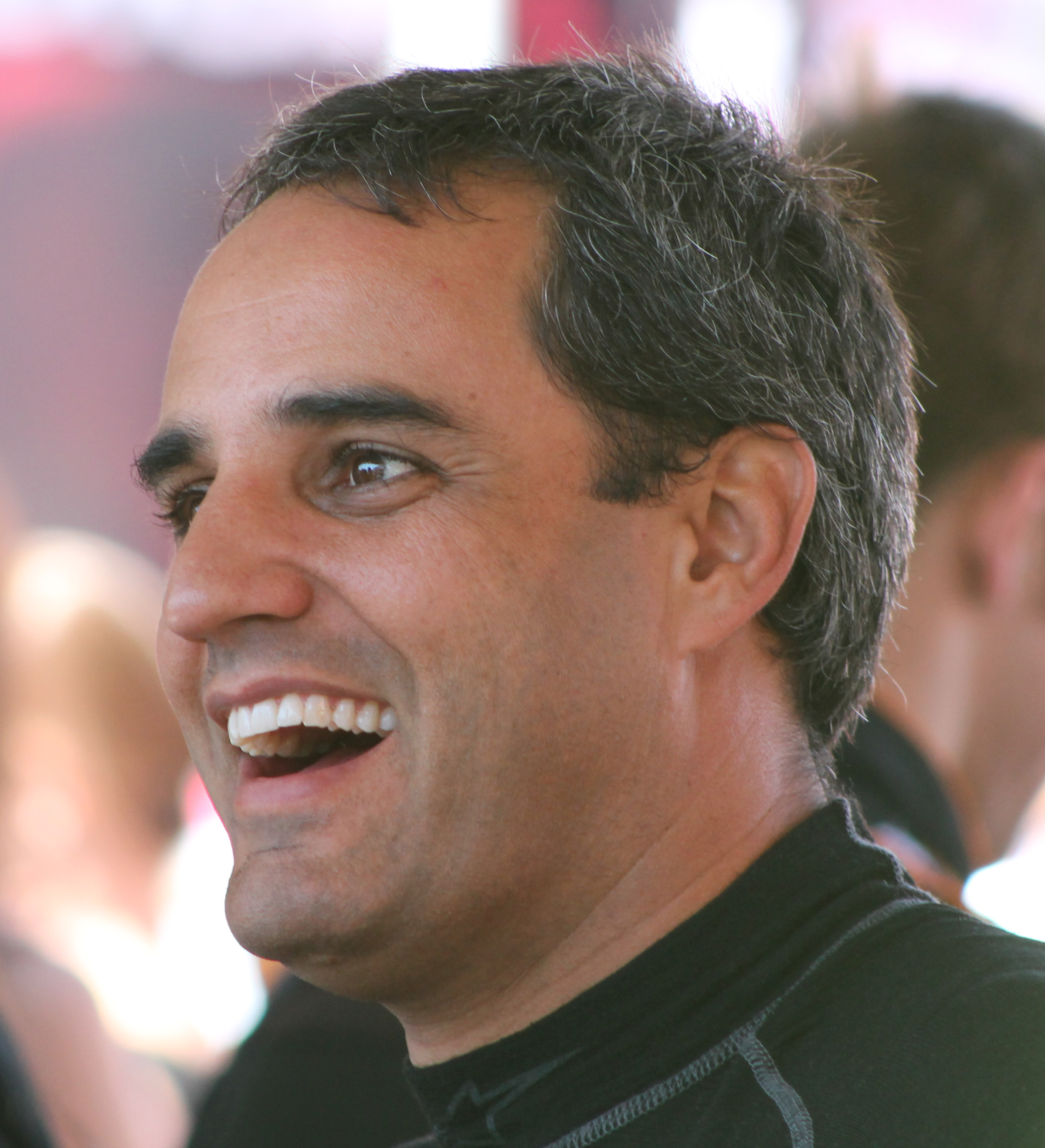
Montoya, 2014

Les 9 et 11 décembre 2013, il effectue des tests en IndyCar Series pour le Team Penske Dallara/Chevrolet sur le Phoenix International Raceway et l'Auto Club Speedway. Il s'engage en IndyCar à l'occasion du Grand Prix de St. Petersburg, le 30 mars 2014 et gagne sa première course à Pocono le 6 juillet 2014. Il réalise à cette occasion la vitesse moyenne la plus élevée de l’histoire sur une course de 500 miles (805 km) avec 325,73 km/h. Il termine la saison à la quatrième place.
Quinze ans après sa première victoire aux 500 Miles d'Indianapolis, Montoya remporte, le 24 mai 2015, la 99e édition des 500 Miles. Il obtient cette seconde victoire en devançant l'Australien Will Power et l'Américain Charlie Kimball. Lors de la saison 2015, Juan Pablo Montoya termine deuxième de championnat, à égalité de points avec Scott Dixon qui est champion, au nombre de victoires.

### Depuis 2017: endurance
En 2017, Juan Pablo dispute quelques courses ponctuellement et participe au développement de l'ARX-05 DPi, pour l'Acura Team Penske, destinée au championnat d'endurance américain IMSA ; à noter une 6e place aux 500 miles d'Indianapolis et une victoire à la course des champions (Race of Champions) en 2017 à Miami, devenant ainsi "champion des champions".
En 2018, Juan Pablo dispute le championnat d'endurance IMSA avec l'écurie Acura Team Penske.
Juan-Pablo termine 3e aux 24 heures du Mans en 2018 avec United Autosport, pour sa première participation. A savoir que Montoya est dans la course avec le pilote Fernando Alonso à la triple couronne, récompensant la victoire au Grand Prix de Monaco que Montoya a remporté en 2003, aux 500 miles d'Indianapolis que Montoya a remporté en 2000 et 2015 et aux 24 Heures du Mans, triple couronne que seul Graham Hill détient à travers l'histoire de la course automobile.
En 2019 Juan Pablo termine 1er du championnat IMSA sur Acura avec son coéquipier Dane Cameron.

## Palmarès et statistiques

### Résultats en Champ Car
| Saison | Écurie              | Châssis | Moteur | GP disputés | Victoires | Points | Classement |
| ------ | ------------------- | ------- | ------ | ----------- | --------- | ------ | ---------- |
| 1999   | Chip Ganassi Racing | Reynard | Honda  | 20          | 7         | 212    | Champion   |
| 2000   | Chip Ganassi Racing | Lola    | Toyota | 20          | 3         | 126    | 9e         |

### Résultats en championnat du monde de Formule 1

#### Statistiques
- 95 départs en Grands Prix
- 7 victoires
- 307 points marqués
- 13 pole positions
- 30 podiums
- 12 meilleurs tours
- 1 hat trick
- Débuts en F1 au Grand Prix d'Australie 2001, sur le Circuit de l'Albert Park, le 4 mars 2001
- Première victoire au  Grand Prix d'Italie 2001, sur le circuit de Monza, le 16 septembre 2001
- Première pole position au Grand Prix d'Allemagne 2001, sur le circuit d'Hockenheim, le 29 juillet 2001

#### Résultats en championnat du monde de Formule 1
| Saison | Écurie                | Châssis | Moteur       | Pneus    | GP disputés | Pole positions | Victoires | Meilleurs tours | Podiums | Points inscrits | Classement |
| ------ | --------------------- | ------- | ------------ | -------- | ----------- | -------------- | --------- | --------------- | ------- | --------------- | ---------- |
| 2001   | BMW Williams F1 Team  | FW23    | BMW V10      | Michelin | 17          | 3              | 1         | 3               | 4       | 31              | 6e         |
| 2002   | BMW Williams F1 Team  | FW24    | BMW V10      | Michelin | 17          | 7              | 0         | 3               | 7       | 50              | 3e         |
| 2003   | BMW Williams F1 Team  | FW25    | BMW V10      | Michelin | 16          | 1              | 2         | 3               | 9       | 82              | 3e         |
| 2004   | BMW Williams F1 Team  | FW26    | BMW V10      | Michelin | 18          | 0              | 1         | 2               | 3       | 58              | 5e         |
| 2005   | Team McLaren Mercedes | MP4-20  | Mercedes V10 | Michelin | 17          | 2              | 3         | 1               | 5       | 60              | 4e         |
| 2006   | Team McLaren Mercedes | MP4-21  | Mercedes V8  | Michelin | 10          | 0              | 0         | 0               | 2       | 26              | 8e         |

#### Victoires en Championnat du monde de Formule 1
| # | Année | Manche | Grand Prix      | Circuit     | Écurie           | Voiture |
| - | ----- | ------ | --------------- | ----------- | ---------------- | ------- |
| 1 | 2001  | 15/17  | Italie          | Monza       | Williams-BMW     | FW23    |
| 2 | 2003  | 07/16  | Monaco          | Monaco      | Williams-BMW     | FW25    |
| 3 | 2003  | 12/16  | Allemagne       | Hockenheim  | Williams-BMW     | FW25    |
| 4 | 2004  | 18/18  | Brésil          | Interlagos  | Williams-BMW     | FW26    |
| 5 | 2005  | 11/19  | Grande-Bretagne | Silverstone | McLaren-Mercedes | MP4-20  |
| 6 | 2005  | 15/19  | Italie          | Monza       | McLaren-Mercedes | MP4-20  |
| 7 | 2005  | 17/19  | Brésil          | Interlagos  | McLaren-Mercedes | MP4-20  |

### Résultats en Nascar
| Saison | Écurie                   | Constructeur | Départs | Victoires | Top 5 | Top 10 | Pole positions | Classement |
| ------ | ------------------------ | ------------ | ------- | --------- | ----- | ------ | -------------- | ---------- |
| 2006   | Chip Ganassi Racing      | Dodge        | 1       | 0         | 0     | 0      | 0              | 69e        |
| 2007   | Chip Ganassi Racing      | Dodge        | 36      | 1         | 3     | 6      | 0              | 20e        |
| 2008   | Chip Ganassi Racing      | Dodge        | 36      | 0         | 2     | 3      | 0              | 25e        |
| 2009   | Earnhardt Ganassi Racing | Chevrolet    | 36      | 0         | 7     | 18     | 2              | 8e         |
| 2010   | Earnhardt Ganassi Racing | Chevrolet    | 36      | 1         | 6     | 14     | 3              | 17e        |
| 2011   | Earnhardt Ganassi Racing | Chevrolet    | 46      | 0         | 2     | 8      | 2              | 21e        |
| 2012   | Earnhardt Ganassi Racing | Chevrolet    | 36      | 0         | 0     | 2      | 2              | 22e        |
| 2013   | Earnhardt Ganassi Racing | Chevrolet    | 36      | 0         | 4     | 3      | 0              | 21e        |
| Totaux | Totaux                   | Totaux       | 253     | 2         | 24    | 54     | 9              | —          |

### Résultats en IndyCar Series
| Saison | Écurie              | GP disputés | Pole | Victoires | Podiums | Meilleur tour | Points inscrits | Classement |
| ------ | ------------------- | ----------- | ---- | --------- | ------- | ------------- | --------------- | ---------- |
| 2000   | Chip Ganassi Racing | 1           | 0    | 1         | 1       | 0             | 054             | 25e        |
| 2014   | Team Penske         | 18          | 1    | 1         | 1       | 2             | 586             | 4e         |
| 2015   | Team Penske         | 16          | 2    | 2         | 6       | 0             | 556             | 2e         |
| 2016   | Team Penske         | 17          | 0    | 1         | 3       | 0             | 433             | 8e         |
| Totaux | Totaux              | 52          | 3    | 5         | 11      | 2             | 1 629           | —          |

### Résultats aux 24 Heures du Mans
| Année | Équipe            | Coéquipiers                | Voiture               | Catégorie | Tours | Pos. | Class Pos. |
| ----- | ----------------- | -------------------------- | --------------------- | --------- | ----- | ---- | ---------- |
| 2018  | United Autosports | Hugo de Sadeleer Will Owen | Ligier JS P217-Gibson | LMP2      | 365   | 7e   | 3e         |
| 2020  | DragonSpeed USA   | Memo Rojas Timothé Buret   | Oreca 07              | LMP2      | 192   | Abd. | Abd.       |

### Palmarès
- Vainqueur du Grand Prix automobile de Pau en 1997 et en 1998
- Vainqueur du championnat international de Formule 3000 en 1998
- Vainqueur du championnat CART en 1999
- Vainqueur des 500 miles d'Indianapolis en 2000 (également élu rookie of the year) et en 2015
- Vainqueur du Grand Prix de Monaco en 2003
- Vainqueur des 24 Heures de Daytona en 2007, 2008 et 2013
- Vainqueur de la Race of Champions 2017
- Rookie of the year du championnat de Nascar Nextel Cup 2007
- Vainqueur du championnat IMSA en 2019 Team Acura avec son coéquipier Dane Cameron.

## Divers
- Son oncle Diego Montoya est un ancien pilote automobile colombien[8].
- Juan Pablo Montoya est marié à Connie. Ensemble, ils ont eu un fils (Sebastián) et deux filles (Paulina et Manuela).
- Federico Montoya, le frère cadet de Juan Pablo, s'est également lancé dans le sport automobile. Mais après des expériences décevantes en Europe en Formule BMW et en Formule Renault, il est retourné en Amérique du Nord, où il mène une belle carrière en karting.
- Juan Pablo Montoya détient le record de vitesse sur circuit au volant d'une Formule 1, avec une pointe à 372,6 km/h. Ce record a été enregistré par son équipe, McLaren-Mercedes, lors d'essais privés le 25 août 2005 sur la piste de Monza, en Italie.
- Jusqu'au Grand Prix d'Italie 2018 et la pole position de Kimi Räikkönen, il détenait le record du tour le plus rapide de l'histoire de la Formule 1 avec un tour du circuit de Monza en 1 min 19 s 525 à 262,242 km/h de moyenne en 2004. Le précédent record datait de 2002, sur le même circuit.